# Peter Zadek
Peter Zadek (1978)

Link zum Bild

Peter Zadek (* 19. Mai 1926 in Berlin; † 30. Juli 2009 in Hamburg) war ein deutscher Regisseur und Theaterintendant am Schauspielhaus Bochum (1972 bis 1979) sowie dem Deutschen Schauspielhaus in Hamburg (1985 bis 1989). Darüber hinaus führte er Regie an allen maßgeblichen deutschsprachigen Bühnen. Theatergeschichte geschrieben haben insbesondere seine unkonventionellen Inszenierungen von Shakespeare, der neben Tschechow und Ibsen von ihm zum „Theatergott“ erhoben wurde.

## Leben

### Herkunft und Ausbildung

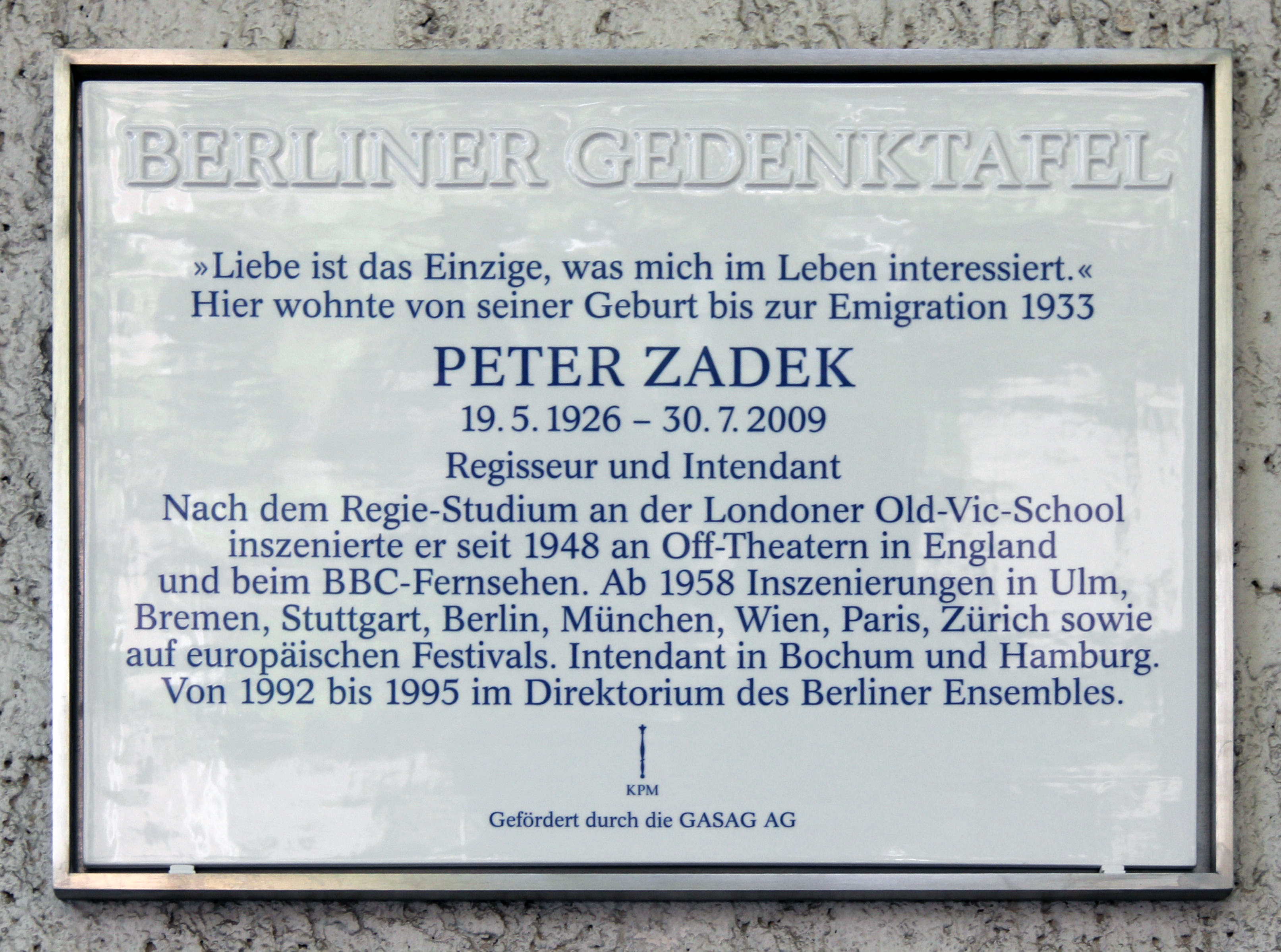
Berliner Gedenktafel am Haus Offenbacher Straße 24 in Berlin-Wilmersdorf

Peter Zadek wurde als Sohn einer reformiert jüdischen bürgerlichen Familie in Berlin geboren. Sein Vater Paul Zadek war Kaufmann, seine Mutter Susanne Zadek, geborene Behr, stammte aus einer „reichen, gutbürgerlichen Bankiersfamilie“. Da seine Mutter trotz der Machtergreifung Hitlers gern in Berlin geblieben wäre, lockte ihr Mann sie 1933 unter einem Vorwand nach London. Nach Beginn des Bombenkrieges gingen sie ins ruhigere Oxford. Dort besuchte Peter Zadek das St. John Baptist College der Colleges der University of Oxford.
Während seiner Ausbildung zum Lehrer kam Zadek in Kontakt mit einem Amateurtheater, das in ihm den Wunsch weckte, Regisseur zu werden. Er begann eine Regieausbildung in London. Dort besuchte er die Old Vic Theatre School. Als er 21 Jahre alt war, hatte mit Oscar Wildes Salome seine erste Inszenierung Premiere in London.

### Privatleben
Peter Zadek hatte zwei Kinder, Michele Zadek(-Ewing), geboren 1954, und Simon Zadek. Von 1960 bis 1967 war Zadek mit der Schauspielerin Judy Winter liiert. Von 1980 an war die Schriftstellerin und Übersetzerin Elisabeth Plessen seine Lebensgefährtin. Sie verfasste für ihn unter anderem Neuübersetzungen seiner Shakespeare-Inszenierungen, die dadurch neue Frische erhalten sollten, und trug damit wesentlich zum Erfolg der Inszenierungen bei.
Er sah „seine“ Schauspieler, einen festen Stamm von rund 15 bis 20 Akteuren, darunter Friedhelm Ptok, Hannelore Hoger, Hubert Kronlachner, Traugott Buhre, Vadim Glowna, Katharina Tüschen, Rolf Becker, Judy Winter, Bruno Ganz, Jutta Lampe, Eva Mattes, Angela Winkler, Jutta Hoffmann, Susanne Lothar, Ulrich Wildgruber, Gert Voss, Ulrich Tukur, Uwe Bohm, Paulus Manker, Hermann Lause und Knut Koch, als „Familie“ an. Er entdeckte u. a. Rosel Zech, die später zu den bedeutenden Schauspielerinnen des deutschsprachigen Films gehörte. Auch Herbert Grönemeyer benannte Zadek als denjenigen, der sein Talent entdeckt habe.
Von sich selbst sagte er einmal: Wenn man ihn frage, wer er sei, könne er nur sagen, er sei Jude, denn etwas anderes falle ihm nicht mehr ein, außer vielleicht noch Peter Zadek.
Peter Zadek starb am 30. Juli 2009 im Alter von 83 Jahren in Hamburg. Nach seinem Tod wurde sein Leichnam eingeäschert und die Urne in Vecoli, einem Weiler im Hinterland von Lucca, bestattet. Zadeks Grabstätte liegt nahe dem alten Palazzo, in dem er während seiner Italienaufenthalte lebte. Auf dem Grabstein steht in italienischer Sprache: „Ich träume von einem Theater, das Mut macht.“

## Wirken
Nach dem Studium begann Zadek an zahlreichen Theatern in der britischen Provinz zu inszenieren. In Swansea und Pontypridd in Wales übernahm er die Verpflichtung, wöchentlich eine neue Inszenierung herauszubringen, was dort damals üblich war. 1958 erhielt er eine Einladung an das Theater am Dom in Köln und reiste zum ersten Mal seit seiner Emigration wieder nach Deutschland. Dort lernte er den Regisseur und Theaterleiter Kurt Hübner kennen, der ihn ans Theater Ulm holte und als Intendant in den 1960er Jahren mit Zadek und weiteren jungen Regisseuren am Theater Bremen für Furore sorgte. Ihr Schaffen wurde von der Fachpresse zum „Bremer Stil“ erkoren, der durch die damals neuartigen Inszenierungen Zadeks, der auf zeitkritische Interpretationen und neue Gesichter setzte, und die innovativen Bühnenbilder des Malers Wilfried Minks, der Anleihen bei der zeitgenössischen Kunst und dem Kino machte, geprägt war. Mit Minks arbeitete Zadek seit seiner Zeit in Ulm regelmäßig sehr eng und gegenseitig bereichernd zusammen. Mit der intensiven und hochproduktiven Zusammenarbeit – es war weder dem einen noch dem anderen am Ende einer Produktion klar, wer denn eigentlich Regie geführt und wer das Bühnenbild federführend entworfen hatte –, die weit über Ulm und Bremen Beachtung fand oder Skandale zu erzeugen vermochte, war schließlich der Bremer Stil geboren.
In Ulm sorgte Zadeks erste Inszenierung von Shakespeares Der Kaufmann von Venedig für Aufsehen, da ihm von Kritikern eine bewusst gewählte Interpretation und Auslegung der Rolle des Shylock vorgeworfen wurde, die zu Antisemitismus führe. Zadek entgegnete den Vorwürfen: „Solange die Deutschen nicht die schlechten Seiten von Juden aussprechen, haben sie nicht begonnen, sich mit ihrem Antisemitismus auseinanderzusetzen.“
Als herausragende Arbeiten Zadeks in Bremen gelten Frühlings Erwachen von Frank Wedekind, Die Räuber von Friedrich Schiller und Maß für Maß von William Shakespeare, die gerade in der Bildsprache und Ausdruckskraft der Bühnenbilder Wilfried Minks’ dem deutschen Publikum etwas Neues zeigten und sich von anderen Kunstgattungen wie etwa der Pop Art inspirieren ließen. Peter Zadeks Schaffen unter Kurt Hübner in Bremen zog weitere Regiegrößen an. Peter Stein und Rainer Werner Fassbinder gastierten als Regisseure in Bremen, und so wurde diese Bühne zu einer der wichtigsten in Deutschland in dieser Zeit.  Bis 1967 blieb Zadek Schauspieldirektor am Theater der Freien Hansestadt Bremen.
Die Erfolge in Bremen führten 1972 zu Zadeks erster Intendanz am Schauspielhaus Bochum, die er bis 1975 allein und danach als Teil eines Direktoriums mit Lew Bogdan und Rolf Paulin innehatte. 1977 schied er auf eigenen Wunsch aus dem Direktorium auf, wirkte aber noch bis 1979 als Regisseur in Bochum. Hier begann seine fruchtbare Zusammenarbeit mit dem Protagonisten seiner spektakulärsten Inszenierungen, Ulrich Wildgruber. Dieser war bis zu seinem Tod in allen großen Shakespeare-Rollen unter Zadeks Regie zu sehen. Aber auch andere Regisseure inszenierten während Zadeks Intendanz erfolgreiche Stücke am Schauspielhaus Bochum, wie zum Beispiel Rosa von Praunheim mit der Umsetzung von Vicki Baums Klassiker Menschen im Hotel.
Zadek übernahm nach den Jahren in Bochum erst 1984 wieder eine Intendanz: die am Deutschen Schauspielhaus in Hamburg, an dem er bereits einige Jahre zuvor u. a. Shakespeares Othello in einer umstrittenen Aufführung inszeniert hatte, ein Stück, das er als Absage an das Kulturtheater verstand.
1972 startete die fast zwanzigjährige Zusammenarbeit Zadeks mit seinem Freund, dem Künstler, Regisseur und Autor Götz Loepelmann, der in diesem Jahr zunächst für die Werbung zum Stück Der Kaufmann von Venedig verantwortlich zeichnete und danach regelmäßig für Bühnenbild und Ausstattung von Zadeks Inszenierungen sorgte, so 1973 in Ibsens Die Möwe, 1974 in Tankred Dorsts Eiszeit, 1983 in Ibsens Baumeister Solness sowie 1977 (nur Ausstattung) in Hedda Gabler und 1991 (nur Bühnenbild) in Wenn wir Toten erwachen, beides wiederum von Ibsen.
Im Jahr 1979 begann Zadeks Zusammenarbeit mit dem Künstler Johannes Grützke, der für seine Inszenierung der Revue Jeder stirbt für sich allein nach Hans Fallada am Schillertheater in Berlin die Bühnenbild- und Prospektentwürfe fertigte. 1983 entwarf Grützke das Bühnenbild und die Kostüme für Zadeks Inszenierung der Oper Die Hochzeit des Figaro von Wolfgang Amadeus Mozart im Württembergischen Staatstheater in Stuttgart. 1985 wurde Grützke schließlich künstlerischer Berater Zadeks am Deutschen Schauspielhaus in Hamburg (bis 1988), wo Zadek seit der Spielzeit 1985/1986 als Intendant wirkte.
1987 geriet Zadeks Inszenierung des Musicals Andi zum Skandal: Als Bühnenmusiker engagierte er die Einstürzenden Neubauten, die kompromisslos sämtliche Aktion auf der Bühne übertönten, sodass sich das Theater entschloss, Ohrenschützer zu verteilen und jede Haftung für gesundheitliche Schäden von vorneherein zurückzuweisen.
Mit der Premiere der erstmals in der Urfassung aufgeführten Lulu von Wedekind erreichte Zadek 1988 in Hamburg seinen größten Erfolg und erhielt den Fritz-Kortner-Preis – zudem Wahl zur Aufführung des Jahres, sowie Susanne Lothar Schauspielerin und Ulrich Wildgruber Schauspieler des Jahres. Im Jahr darauf schied er in Unfrieden von der Bühne der Hansestadt.
In Bochum brachte er 1973 seine zweite Interpretation vom Kaufmann von Venedig, dem 1988 noch eine dritte am Wiener Burgtheater folgte, heraus und kreierte eine in Deutschland neue Form der Theaterrevue. Seit 1990 war Peter Zadek an nahezu allen bedeutenden deutschsprachigen Bühnen als freier Regisseur tätig. Seine Inszenierungen stießen auf kultartige Verehrung wie auf inbrünstige Ablehnung. Zadek verstieß in seinen Inszenierungen immer wieder gegen Theaterkonventionen. Er arbeitete häufig experimentell und überraschte Publikum und Kritik. Ein Schwerpunkt war jedoch die Psychologie der Figuren, für die er den Schauspielern viel abverlangte. Zuletzt zu begutachten war er am Berliner Ensemble mit seiner Sicht auf Peer Gynt (2004). 2005 gründete er mit Tom Stromberg die Theaterproduktionsfirma my way Production. Deren erste Produktion sollte Shakespeares Was ihr wollt sein.
Neben seiner Theaterarbeit drehte Zadek zwei Kinofilme: 1969 Ich bin ein Elefant, Madame und 1983 Die wilden Fünfziger nach dem Roman Hurra, wir leben noch von Johannes Mario Simmel.
Im Oktober 2012 wurde das rund 35 Regalmeter Aufzeichnungen umfassende Peter-Zadek-Archiv in der Akademie der Künste in Berlin für die Öffentlichkeit zugänglich gemacht.

## Ehrungen
Zadek erhielt zahlreiche Preise und Ehrungen, dazu gehören:
- 1969: Bundesfilmpreis/Filmband in Gold und Berliner Filmpreis (für Ich bin ein Elefant – Madame)
- 1970: Adolf-Grimme-Preis in Gold und Preis der Stadt Florenz (für Rotmord)
- 1972: Adolf-Grimme-Preis in Silber (für Der Pott)
- 1984: Regisseur des Jahres 1983 (Leserwahl der Münchener Theaterzeitung, für Baumeister Solness)
- 2002: Großes Bundesverdienstkreuz
- 2006: Medaille für Kunst und Wissenschaft der Stadt Hamburg
- 2008: Nestroy (Lebenswerk)

Zadek wurde mehrfach von Theater heute zum Regisseur des Jahres gewählt und ist mit 21 Einladungen zum Berliner Theatertreffen der Regisseur mit den meisten Einladungen.
Gemeinsam mit dem kanadischen Regisseur Robert Lepage sollte Zadek 2007 den Europäischen Theaterpreis erhalten. Zadek sagte jedoch seine Teilnahme an der Preisverleihung aufgrund von Probenarbeiten und Erkrankung kurzfristig ab. Die Jury entschied daraufhin, Preis und Preisgeld in Höhe von 60.000 Euro in Gänze Robert Lepage zu überreichen. Das Preisgeld sollte der my way-Produktion von Was ihr wollt zugutekommen. Als Zadek kurz nach der Bekanntgabe des Preisgeldentzuges in ein Berliner Krankenhaus eingeliefert wurde, meldete das Unternehmen Insolvenz an. Das Stück sollte ursprünglich bei den Wiener Festwochen Premiere haben und später auf der RuhrTriennale in Bochum gezeigt werden.
Nach seinem Tod würdigte ihn der Schauspieler Gert Voss:

„Er hat einen Schauspieler davon befreit, sich zu verstellen, und ihn dazu gebracht, sich zu enthüllen.“

In einem Kondolenzschreiben an seine langjährige Lebensgefährtin Elisabeth Plessen würdigte Bundeskanzlerin Angela Merkel den Verstorbenen wie folgt: „Mit unermüdlicher kreativer Energie hat Peter Zadek über Jahrzehnte hinweg insbesondere das Theater im deutschen Sprachraum durch seine Inszenierungen bereichert und geprägt. Immer gelang es ihm, sein Publikum tief zu berühren.“
In Bremen wurde 2010 ein Platz nach Peter Zadek benannt. In Berlin-Wilmersdorf erinnert eine Gedenktafel an seinem Geburtshaus in der Offenbacher Straße an ihn. In der Nähe des Bochumer Schauspielhaus wurde eine Straße nach ihm benannt.

## Werk

### Inszenierungen (Auswahl)
- 1957: Le Balcon (Der Balkon) von Jean Genet, London (Uraufführung)
- 1961: Der Kaufmann von Venedig von Shakespeare, Ulmer Theater, mit Norbert Kappen
- 1963: Ein Sommernachtstraum von Shakespeare, Bremer Theater
- 1965: Frühlings Erwachen von Frank Wedekind, Bremer Theater, Bühnenbild Wilfried Minks, mit Bruno Ganz, Vadim Glowna, Judy Winter, Bruno Hübner
- 1966: Die Räuber von Friedrich Schiller, Bremer Theater, Bühnenbild Wilfried Minks, mit Bruno Ganz, Vadim Glowna, Edith Clever
- 1967: Maß für Maß von Shakespeare, Bremer Theater, Bühnenbild Wilfried Minks, mit Edith Clever, Jutta Lampe
- 1972: Der Kaufmann von Venedig von Shakespeare am Schauspielhaus Bochum
- 1972: Kleiner Mann, was nun? nach Hans Fallada, Schauspielhaus Bochum, mit Tana Schanzara, Hannelore Hoger, Heinrich Giskes, Hans Mahnke, Hermann Lause, Rosel Zech, Karl Heinz Vosgerau, Friedrich Karl Prätorius, Tamara Kafka, Helmut Erfurt,
- 1973: Die Möwe von Anton P. Tschechow, Schauspielhaus Bochum, mit Rosel Zech, Hermann Lause, Ulrich Wildgruber, Lola Müthel, Brigitte Janner, Hans Mahnke
- 1974: Eiszeit (Tankred Dorst), Schauspielhaus Bochum
- 1974: König Lear von Shakespeare, Schauspielhaus Bochum, mit Ulrich Wildgruber
- 1975: Die Wildente von Henrik Ibsen, Deutsches Schauspielhaus Hamburg, mit Hans-Michael Rehberg, Eva Mattes
- 1976: Othello von Shakespeare (Übersetzung von Erich Fried), Deutsches Schauspielhaus Hamburg, mit Ulrich Wildgruber, Heinrich Giskes, Eva Mattes, Christa Berndl, Dietrich Mattausch
- 1977: Hedda Gabler von Henrik Ibsen, Schauspielhaus Bochum, mit Rosel Zech, Hermann Lause, Ulrich Wildgruber, Fritz Schediwy, Carola Regnier
- 1977: Hamlet von Shakespeare, Schauspielhaus Bochum mit Ulrich Wildgruber, Eva Mattes, Ilse Ritter, Hermann Lause, Friedrich-Karl Praetorius, Knut Koch, Elisabeth Stepanek, Carola Regnier, Ernst Konarek
- 1980: Bunbury von Oscar Wilde, Theater der Freien Volksbühne Berlin, mit Ulrich Wildgruber, Sona MacDonald, Hermann Lause
- 1980: Der Widerspenstigen Zähmung von Shakespeare, Theater der Freien Volksbühne Berlin, mit Eva Mattes, Ulrich Wildgruber, Ruth Olafs
- 1981: Jeder stirbt für sich allein nach Hans Fallada, Schiller-Theater Berlin, mit Otto Sander, Bernhard Minetti
- 1983: Baumeister Solness von Henrik Ibsen, Bayerisches Staatsschauspiel München, mit Hans-Michael Rehberg, Barbara Sukowa, Paulus Manker, Annemarie Düringer, Toni Berger
- 1984: Yerma von Federico García Lorca, Münchner Kammerspiele, mit Jutta Hoffmann, Jurai Kukura, Eva Mattes, Christian Redl, Irene Clarin
- 1984: Ghetto von Joshua Sobol, Theater der Freien Volksbühne Berlin; Deutsches Schauspielhaus, Hamburg, Bühne: Johannes Grützke, Musik: Peer Raben, mit Michael Degen, Ulrich Tukur, Esther Ofarim, Giora Feidman, Otto Tausig, Hermann Lause, Ernst Jacobi
- 1987: Andi, Musical nach Kai Hermann, Deutsches Schauspielhaus Hamburg, mit Uwe Bohm, Susanne Lothar, Heinz Schubert, Jutta Hofmann, Christian Redl und den  Einstürzenden Neubauten (Musik)
- 1988: Der Kaufmann von Venedig von Shakespeare, Wiener Burgtheater, Bühnenbild Wilfried Minks, Musik Luciano Berio, mit Gert Voss, Ignaz Kirchner, Eva Mattes, Friedrich-Karl Praetorius/Paulus Manker, Pavel Landovsky, Urs Hefti, Uwe Bohm
- 1988: Lulu von Frank Wedekind, Deutsches Schauspielhaus Hamburg, mit Grischa Huber, Susanne Lothar, Ulrich Wildgruber, Ulrich Tukur, Uwe Bohm, Heinz Schubert, Paulus Manker, Jutta Hoffmann, Matthias Fuchs, Theaterplakat: Gottfried Helnwein[22]
- 1991: Wenn wir Toten erwachen von Henrik Ibsen
- 1996: Iwanow von Anton P. Tschechow, Burgtheater (Akademietheater), mit Gert Voss, Ignaz Kirchner, Angela Winkler, Anne Bennent, Hans-Michael Rehberg, Martin Schwab, Urs Hefti, Uwe Bohm
- 1996: Der Kirschgarten von Anton P. Tschechow, Burgtheater (Akademietheater), mit Angela Winkler, Josef Bierbichler, Ulrich Wildgruber, Hermann Lause, Eva Mattes, Teresa Hübchen, Urs Hefti, Annemarie Düringer
- 1997: Richard III. von Shakespeare, Wiener Festwochen, MuseumsQuartier mit Paulus Manker, Axel Milberg, Sibylle Canonica, Sylvester Groth, Christa Berndl, Doris Schade
- 1998: Alice im Wunderland mit Deborah Kaufmann, Axel Milberg, Thomas Holtzmann, Paulus Manker, Christa Berndl, Bernd, Lambert Hamel, Jörg Hube, Horst Koterba, Doris Schade, Sibylle Canonica, Tankred Dorst
- 1998: Gesäubert von Sarah Kane, Hamburger Kammerspiele, mit Ulrich Mühe, Uwe Bohm, August Diehl, Susanne Lothar, Knut Koch, Gabi Hertz, Philipp Hochmair
- 1999: Hamlet von Shakespeare, Wiener Festwochen (Volkstheater), mit Angela Winkler, Ulrich Wildgruber/Paulus Manker, Klaus Pohl, Eva Mattes, Otto Sander, Annett Renneberg, Hermann Lause, Uwe Bohm
- 2000: Rosmersholm von Henrik Ibsen, Burgtheater (Akademietheater), mit Gert Voss, Angela Winkler, Peter Fitz, Otto Schenk – 3 Nestroy-Theaterpreise für die Beste Regie, Beste deutschsprachige Aufführung und für die Beste Nebenrolle (Peter Fitz)
- 2001: Der Jude von Malta von Christopher Marlowe, Burgtheater, mit Gert Voss, Uwe Bohm, Ignaz Kirchner, Christine Kaufmann, Dietrich Mattausch, Paulus Manker, Peter Kern, Elisabeth Orth
- 2001: Bash – Stücke der letzten Tage von Neil LaBute, Hamburger Kammerspiele, mit Ben Becker, Uwe Bohm und Judith Engel
- 2003: Die Nacht des Leguan von Tennessee Williams, Burgtheater (Akademietheater), mit Angela Winkler, Eva Mattes, Ulrich Tukur
- 2003: Mutter Courage von Bertolt Brecht, Deutsches Theater Berlin mit Angela Winkler, Vadim Glowna
- 2004: Peer Gynt von Henrik Ibsen, Berliner Ensemble mit Uwe Bohm, Annett Renneberg, Angela Winkler, Anouscha Renzi, Deborah Kaufmann
- 2005: Der Totentanz von August Strindberg, Burgtheater/Wiener Festwochen mit Gert Voss, Hannelore Hoger, Peter Simonischek, Johanna Wokalek, Philipp Hauss
- 2006: Der bittere Honig von Shelagh Delaney, St.-Pauli-Theater, Hamburg mit Julia Jentsch, Eva Mattes, Uwe Bohm, Karl Wesseler
- 2008: Nackt von Luigi Pirandello, St. Pauli Theater, Hamburg mit Annett Renneberg, F.K. Praetorius, Brigitte Janner, Nikolai Kinski
- 2009: Major Barbara von George Bernard Shaw, Schauspielhaus Zürich, mit Julia Jentsch, Nicole Heesters, Jutta Lampe, Robert Hunger-Bühler, August Diehl

### Filmografie (Auswahl)
- 1961: Die Kurve (TV) – Regie
- 1963: Die Mondvögel (TV) – Regie
- 1964: Die Stühle (TV) – Regie
- 1965: Held Henry (TV) – Regie
- 1965: Der Nebbich (TV) – Regie
- 1966: Intercontinental Express (Fernsehserie, 1 Folge) – Regie
- 1968: Rotmord (Fernsehspiel) – Regie (Prix Italia 1969; Adolf-Grimme-Preis mit Gold 1970, zusammen mit Tankred Dorst und Wilfried Minks)
- 1969: Ich bin ein Elefant, Madame (Kino) – Regie (Silberner Bär auf der Berlinale 1969)
- 1971: Der Pott (TV) – Regie (Adolf-Grimme-Preis mit Silber 1972)
- 1972: Van der Valk und das Mädchen (TV) – Regie
- 1975: Eiszeit – Regie (Teilnahme am Wettbewerb der Berlinale 1975)
- 1983: Die wilden Fünfziger (Kino) – Regie, nach Johannes Mario Simmel
- 1984: Baumeister Solneß (TV) – Regie
- 2005: Peter Zadek inszeniert Peer Gynt – Dokumentarfilm von Alexander Nanau
- 2009: Peter Zadek inszeniert Major Barbara – Dokumentarfilm von Roland Steiner

### Schriften
- Das wilde Ufer. Ein Theaterbuch. Erweiterte Neuausgabe, Kiepenheuer & Witsch, Köln 1994, ISBN 3-462-02386-1
- My Way. Eine Autobiografie. 1926 bis 1969. Kiepenheuer & Witsch, Köln 1998, ISBN 3-462-03440-5
- Die heißen Jahre: 1970–1980. Kiepenheuer & Witsch, Köln 2006, ISBN 978-3-462-03694-7
- Menschen Löwen Adler Rebhühner. Theaterregie. Kiepenheuer & Witsch, Köln 2003, ISBN 3-462-03248-8
- Peter Zadek mit Helge Malchow: Peter Zadek: die Wanderjahre 1980–2009. Kiepenheuer & Witsch, Stuttgart 2010, ISBN 978-3-462-04201-6.

## Dokumentationen
- Peter Zadek – Mein Leben. Doku-Portrait, Deutschland, 2007, 45 Min., Buch und Regie: Jean Boué, Produktion: Macroscope Film, ZDF, arte, Inhaltsangabe von arte
- Peter Zadek inszeniert Peer Gynt. Deutschland, 2006, 90 Min., Buch und Regie: Alexander Nanau
- Ich bin ein Emigrant, Madame. Dokumentation, Deutschland, 2001, Buch und Regie: Klaus Dermutz und Benedikt Gondolf, Produktion: ZDFtheaterkanal, Erstsendung: 19. Mai 2001, Besprechung
- Zeugen des Jahrhunderts. Peter Zadek. Deutschland, Gespräch, 1998, 70 Min., mit Benedikt Gondolf, Produktion: ZDF